# لیل وین
دواین مایکل کارتر جونیور (به انگلیسی: Dwayne Michael Carter, Jr.) (زادۀ ۲۷ سپتامبر ۱۹۸۲) که با نام حرفه‌ای لیل وین شناخته می‌شود، رپر امریکایی است. او به عنوان یکی از تأثیرگذارترین هنرمندان هیپ هاپ در نسل خود در نظر گرفته می‌شود.
در زمان کودکی لیل وین وارد کمپانی جوان Cash Money شد. در سال ۱۹۹۷ همزمان با BG او نیز به گروه Hot Boys پیوست که رپرهایی همچون Juvenila ,B.G و Turk را در بر داشت. 
آلبوم Get It How U Live شگفتی ساز بود و در آن سال لیل وین با آلبوم Guerrilla Warfare توانست با گروه Hot Boys به موفقیت بزرگی برسد که در سال ۱۹۹۹ اتفاق افتاد. او همچنین در سال ۱۹۹۹ اولین آلبومِ خود با نام Tha Block Is Hot با فروش بیش از ۲ میلیون نسخه راهی بازار کرد. اگر چه دو آلبوم بعدی او Lights Out در سال 2000 و 500 Degreez در سال 2002 زیاد موفق نبودند ولی در سال 2004 با آلبوم The Carter با همراهی go DJ توانست به شهرت بالایی دست یابد.در سال ۲۰۰۵ آلبوم Tha Carter II را تهیه کرد و در سال ۲۰۰۶ و ۲۰۰۷ چندین آلبوم میکس را روانه بازار کرد و همچنین در چند آهنگ معروف با حضور خوانندگان بزرگ رپ و R&B شرکت کرد.
آلبوم Carter III را در سال ۲۰۰۸ روانه بازار کردکه در هفته اول در امریکا ۱٫۵ میلیون نسخه فروش کرد در این آلبوم خوانندگان دیگری نیز دعوت شدند مثل Lollipop و جایزه گرمی برای بهترین آلبوم رپ را بردند.
لیل وین در سال ۲۰۱۰ آلبوم راک خود با نام Rebirth یا «تولد دوباره» را تهیه کرد که انتقاداتی را در پی داشت. او از موفق‌ترین رپرهای ۲۰۰۸ است که از نه سالگی شروع به رپ کردن و فری استایل کردن کرد تا توانست در سال ۲۰۰۸ جایزه گرمی رو به‌دست آورد.

## آلبوم‌ها

### استودیو
- Tha Block Is Hot 1999
- Lights Out 2000
- 500 Degreez 2002
- Tha Carter 2004
- Tha Carter II 2005
- Like Father, Like Son (with Birdman) 2006
- Tha Carter III 2008
- Rebirth 2010
- I Am Not a Human Being 2010
- Tha Carter IV 2011
- I Am Not a Human Being II 2013
- Free Weezy Album 2015
- CARTER,V 2018